# Richard De Vere
Richard De Vere fue un showman británico que se presentó durante 21 temporadas consecutivas en Blackpool Pleasure Beach.

## Hitos de su carrera

### Industria del Entretenimiento
Richard De Vere era un maestro ilusionista, mago y showman. Richard se dedicó a la magia cuando estudiaba en la escuela en Bolton. Le dijo a la Blackpool Gazette en 2006: "Con mucha práctica se convirtió en una habilidad - por lo que es lo suficientemente interesante como para que la gente quiera ver fue tanto la habilidad como la de realizar el truco o ilusión".

## Vida personal
Richard De Vere murió a la edad de 46 años durante sus vacaciones en Tailandia, el 10 de marzo de 2014.